# Ла-Кальдера (департамент)
Департамент Ла-Кальдера  (исп. Departamento de La Caldera) — департамент в Аргентине в составе провинции Сальта .
Территория — 867 км². Население — 5,7 тыс.человек. Плотность населения — 6,6 чел./км².
Административный центр — Ла-Кальдера.

## География
Департамент расположен в центральной части провинции Сальта.
Департамент граничит:
- на севере — с провинцией Жужуй
- на востоке — с департаментом Хенераль-Гуэмес
- на юге — с департаментом Сальта
- на западе — с департаментом Росарио-де-Лерма

## Административное деление
Департамент включает 2 муниципалитета:
- Ла-Кальдера
- Вакерос

## Важнейшие населенные пункты[3]
| № | Населённый пункт | Населённый пункт (исп.) | Категория | Население чел. (2010) | На карте                        |
| - | ---------------- | ----------------------- | --------- | --------------------- | ------------------------------- |
| 1 | Вакерос          | Vaqueros                | город     | 4575                  | 24°41′36″ ю. ш. 65°24′41″ з. д. |
| 2 | Ла-Кальдера      | La Caldera              | город     | 2186                  | 24°36′14″ ю. ш. 65°22′52″ з. д. |